# 성라피
성라피(盛羅皮, 673년 ~ 728년)는 대몽국의 제4대 국왕이다. 묘호는 몽태종(蒙太宗). 시호는 위성왕(威成王)이다. 아버지 라성 또는 라성염의 뒤를 이었다. 후에 육조를 통일한 귀의왕 피라각의 아버지이다. 또한 성라피는 대몽국(大蒙國)이라는 국명을 서거할 때까지 쓴 마지막 왕이다(피라각은 육조를 통일한 뒤, 국명을 남조국이라 했다. 하지만 몽씨(蒙氏) 왕조는 902년까지 계속 유지되었다.).

## 생애
673년, 아버지인 몽세종 라성염이 당나라에 입조하기 위해 장안으로 갔을 때에 태어났다. 그 후, 698년에 아들인 피라각을 얻었다. 712년에 또 아들을 낳았는데, 염각(炎閣)에게 아들이 없어 양자로 주었다. 이 과정에서 아들의 이름을 각라봉(閣邏鳳)으로 바꾼다. 712년, 그러다가 염각이 갑자기 사망하자 몽태종으로 즉위했다. 다음 해에 당에 입조해 대등 군왕(臺登郡王) 사호주 자사(沙壺州刺史)로 봉해졌고, 그의 아들인 피라각은 과주 자사(瓜州刺史)와 양주 자사(楊州刺史)를 겸하였다. 또한, 그의 차남인 숭(崇)은 강동 자사(江東刺史), 삼남인 성(成)은 축주 자사(祝州刺史)를 받았다. 720년에 당나라와 마찰을 빚어 대항하기도 하였다. 725년에는 왕희지를 성인으로 모셔 묘를 짓고 제사를 지내기도 하였다. 728년에 사망하였다.

## 참고 문헌
- 신당서(新唐書), 남조전(南詔傳)
- 만서(蠻書)
- 증정남조야사(增訂南詔野史)